# 858-й винищувальний авіаційний полк (СРСР)
858-й винищувальний авіаційний полк (рос. 858-й истребительный авиационный полк) — полк за часів Другої світової війни у складі ВПС СРСР.

## Історія
Полк сформовано в травні —1944 року на аеродромі м. Онега Архангельскої області на базі 9-го окремого навчального авіаполку
На фронтах радянсько — німецької війни з 20 травня 1944.
Переформований у штурмовий авіаполк з переозброєнням на Іл-2.

## Бойова діяльність полку у часи Другої Світової війни
| Період                  | Бойові вильоти |
| ----------------------- | -------------- |
| 20.05.1944 — 14.11.1944 | 26             |

## Командири полку
| Період                  | Командир полку                       |
| ----------------------- | ------------------------------------ |
| 20.05.1944 — 19.02.1945 | підполковник Маслов Георгій Павлович |

## Матеріальна частина полку
| Дата                    | Тип літака |
| ----------------------- | ---------- |
| 20.05.1944 — 19.02.1945 | Харрікейн  |